# Алгабас (Байдибекский район)
Алгабас (каз. Алғабас) — село в Байдибекском районе Туркестанской области Казахстана. Входит в состав Агибетского сельского округа. Находится на реке Шаян примерно в 27 км к северо-востоку от районного центра, села Шаян. Код КАТО — 513633200.

## Население
В 1999 году население села составляло 520 человек (279 мужчин и 241 женщина). По данным переписи 2009 года, в селе проживали 772 человека (388 мужчин и 384 женщины).